# Муканбетов, Санжар Турдукожоевич
Санжар Турдукожоевич Муканбетов (род. 12 декабря 1972 года, Фрунзе, Киргизская ССР) — киргизский государственный деятель, министр экономики, председатель государственной службы регулирования и надзора за финансовым рынком Кыргызстана, вице-премьер Правительства Кыргызстана (январь — апрель 2018 года).

## Биография
Родился 12 декабря 1972 года. В 1989 году окончил школу № 67 города Фрунзе. Высшее образование получил в Киргизском техническом университете (1994) по специальности «радиоинженер» и Киргизском государственном национальном университете (2003) по специальности «экономист». Женат, четверо детей.

## Трудовая деятельность
1994—1995 — инженер-конструктор в АО «Жанар» (завод электронно-вычислительных машин);
1995—1996 — инженер в АО «ТНК Дастан» (завод «Физприборы»);
1996—1998 — специалист первой категории, ведущий специалист Государственного агентства по техническому сотрудничеству при Фонде госимущества Кыргызстана;
1998—2001 — работает в Государственном агентстве по иностранным инвестициям и экономическому развитию Кыргызстана: главным специалистом (1998—1999), начальником отдела, потом заместителем начальника управления по координации внешней помощи (1999—2001);
2001—2002 — заместитель начальника управления программы государственных инвестиций Министерства финансов Кыргызстана;
2002—2007 — директор департамента инвестиционной политики (2002—2005), начальник управления политики государственных инвестиций Министерства финансов и экономики Кыргызстана (2005—2007);
2007—2009 — заместитель министра экономического развития и торговли Кыргызстана;
2010—2014 — заместитель министра экономики Кыргызстана;
С октября 2014 года по январь 2018 года возглавлял Государственную службу регулирования и надзора за финансовым рынком Кыргызстана;
11 января 2018 года — назначен вице-премьер-министром Кыргызстана. В качестве заместителя премьера курировал экономику. 19 апреля 2018 года в связи с объявлением Парламентом Кыргызстана вотума недоверия правительству Сапара Исакова оно было отправлено в отставку Президентом страны Жээнбековым. До формирования нового правительства 25 апреля 2018 года Муканбетов в соответствии с законодательством продолжал выполнять обязанности вице-премьера, однако в новый состав правительства не вошёл.
27 апреля 2018 года Санжар Муканбетов вновь назначен председателем Государственной службы регулирования и надзора за финансовым рынком Кыргызстана.

## Награды
- Медаль «За вклад в развитие Евразийского экономического союза» (29 мая 2019 года, Высший Евразийский экономический совет)[9]